# Seminolen

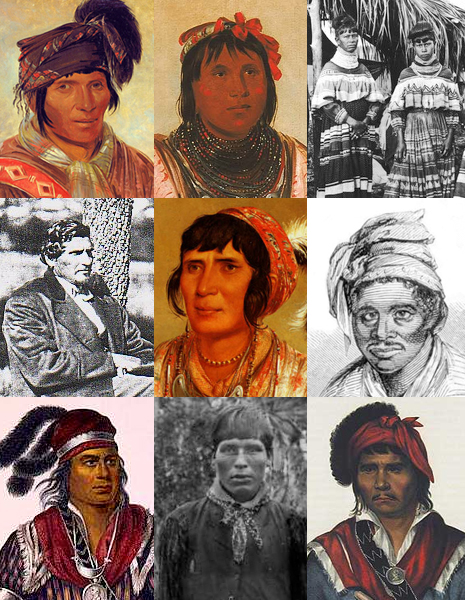
Collage von Seminolen

Die Seminolen sind eine Ethnie der Indianer Nordamerikas. Vor der Vertreibung der Indianer, ethnischen Säuberungen durch die Vereinigten Staaten, lag ihr Siedlungsgebiet im nördlichen Florida. Heute leben sie überwiegend in Oklahoma sowie im Süden Floridas.
Während des 18. Jahrhunderts wanderten Angehörige der Creek und Mikasuki sowie Gruppen kleinerer indigener Völker aus dem Gebiet der heutigen Bundesstaaten Mississippi, Alabama und Georgia in Florida ein. Zu ihnen kamen noch  Afroamerikaner, entlaufene Sklaven. Während dieser Zeit setzte die Ethnogenese der Seminolen ein.
Die meisten Seminolen sprachen Maskoki (Mvskoke). Diese Sprache ist ein Teil der Sprachfamilie der Muskogee-Sprachen, die 1990 noch von 6.000 der ca. 20.000 Creek und Seminolen gesprochen wurde. Die Mikasuki unter ihnen sprachen das verwandte und zur selben Sprachfamilie gehörende Hitchiti-Mikasuki, welches heute noch von ca. 500 Angehörigen der Mikasuki in Florida gesprochen wird.

## Geschichte der Seminolen bis zu den Seminolenkriegen

### Frühgeschichte
Das Gebiet des heutigen Florida wurde vor der Ankunft der Europäer im 16. Jahrhundert unter anderem von den indigenen Völkern der Apalachee, Caloosahatchee, Timucua, Ais, Calusa, Jaega, Mayaimi, Tequesta und Tocobaga besiedelt.
Zu Beginn des 18. Jahrhunderts waren die indianischen Völker Floridas durch Kriege mit den spanischen Eroberern und durch die von Europäern eingeschleppten Krankheiten stark dezimiert. Die überlebenden Indianer wurden nach dem Ende des Siebenjährigen Krieges 1763, als Spanien Florida vertraglich an Großbritannien abtreten musste, von den Spaniern nach Kuba gebracht.
Während der ersten Hälfte des 18. Jahrhunderts wanderten englische Kolonisten verstärkt in das Gebiet des heutigen South Carolina und des nördlichen Georgia ein. Dies führte zu Konflikten mit den ansässigen Indianern. Zwischen 1715 und 1717 kam es infolgedessen zum Yamasee-Krieg.
Am 12. Februar 1733 gründete James Oglethorpe zwischen dem Savannah- und dem Altamaha-Fluss die englische Provinz Georgia. Die Provinz wurde auch als Schutz vor spanischen Übergriffen auf die Provinz South Carolina errichtet. Im Jahr 1735 versuchten die Spanier erfolglos, das 1733 neu gegründete Savannah einzunehmen.
1736 wurde eine Vereinbarung zwischen Vertretern der Provinz Georgia und Spanisch-Floridas geschlossen, welche eine neutrale Zone zwischen dem Altamaha- und dem San-Juan-Fluss vorsah. Während des Jenkin’s-Krieges von 1739 bis 1742 kämpften Engländer und Spanier in Georgia und Florida gegeneinander. Die Kämpfe endeten ergebnislos.

### Entstehung der Seminolen
Zur Entstehung des Volkes der Seminolen kam es während der zweiten Hälfte des 18. Jahrhunderts. Einen wesentlichen Anteil hatten dabei die zur Gruppe der Hitchiti gehörigen Oconee. Zu Beginn des 18. Jahrhunderts siedelten sie in der Nähe von Milledgeville im heutigen Baldwin-County am Ufer des nach ihnen benannten Oconee-Flusses. Nach dem Yamasee-Krieg zogen sie westwärts zum Chattahoochee-Fluss im Gebiet der Creek. Sie traten der Creek-Konföderation bei.
Um 1750 entstanden Differenzen zwischen ihnen und den Creek. Unter ihrem Häuptling Secoffee (Cowkeeper) emigrierten große Teile von ihnen in die „Neutrale Zone“ in das Gebiet der Alachua-Prärie. Die Gegend erwies sich als äußerst wildreich. Außerdem gab es mehrere verwilderte Rinder der ehemaligen spanischen Rinderfarm Rancho de la Chua, woher sich der Name Alachua herleitet. Der Name Alachua wurde zur Bezeichnung für die siedelnden Oconee in dieser Gegend.
An einem günstigen Ort errichteten sie ihre Hauptsiedlung Cuscowilla (Alachua). In der Nähe befand sich ein See, dem sie den gleichen Namen gaben. Der amerikanische Naturforscher William Bartram besuchte im Jahr 1773 Cuskowilla, er beschrieb eine ansehnliche Siedlung von 30 Häusern.
In das entvölkerte nördliche Florida wanderten neben den Oconee noch Gruppen der ebenfalls zur Sprachgruppe der Hitchiti gehörenden Mikasuki und Angehörige der Unteren Muskogee ein, die sich im Konflikt mit den Oberen Muskogee befanden, sowie einige Mitglieder anderer Stämme des Südostens der heutigen USA. Vor allem nach dem Yamasee-Krieg wanderten Yamasee und Yuchi ein, die sich auf der Flucht vor den vordringenden englischen Kolonisten aus dem heutigen South Carolina und Georgia befanden. Zu den Indianern kamen noch einige entlaufene Sklaven und ein paar Europäer.

### Bedeutung des Namens Seminolen
Diese neu entstandene Bevölkerung wurde von den Spaniern aus St. Augustine als cimarrón bezeichnet, das „Wilde Menschen“ oder „Flüchtlinge“ bedeutet. In der Sprache der Muskogee entwickelte sich daraus simano-li, wovon sich die Bezeichnung Seminole herleitet. Die Seminolen Floridas nannten sich selbst ikaniúksalgi, was „Menschen der Halbinsel“ bedeutet.

### Erste Konflikte zwischen Seminolen und weißen Siedlern
Die Alachua nahmen eine führende Rolle unter den Stammesgruppen der Seminolen ein. Ihr Häuptling Cowkeeper wurde als Oberster Häuptling der Seminolen anerkannt. Alle nachfolgenden Obersten Häuptlinge der Seminolen entstammten der Familie von Cowkeeper. Nach dem Tod von Cowkeeper im Jahr 1783 wurde King Payne sein Nachfolger. Anfang des 19. Jahrhunderts reichten die Siedlungen und Plantagen der weißen Amerikaner aus Georgia bis in das Grenzgebiet von Spanisch-Florida. Viele schwarze Sklaven flohen von den Plantagen zu den Seminolen. Das Verhältnis zwischen den Indianern und den Sklaven war eher das von Vasallen. Die Afroamerikaner konnten bei den Indianern ein freieres Leben als bei den Weißen führen. Eheschließungen kamen häufig vor. Ihre Nachkommen wurden in den Stamm aufgenommen. Aus ihnen entstanden die Schwarzen Seminolen.
Sklavenjäger aus Georgia drangen in das Gebiet der Seminolen ein und verlangten die Rückführung der entlaufenen Sklaven. Dies führte zu Konflikten mit den Indianern. Beim Ausbruch des Britisch-Amerikanischen Krieges von 1812 griffen Indianer Siedlungen in Georgia an. Unterstützt wurden sie dabei vom spanischen Gouverneur von Florida. Großbritannien und Spanien waren verbündet. Es folgte ein Angriff der Miliz von Georgia auf das Land der Seminolen, unter dem Kommando von Colonel Daniel Newnan. Während des Kampfes wurde King Payne am 28. September 1812 tödlich verwundet.
Sein Nachfolger wurde sein jüngerer Bruder Bolek. Die Miliz zog sich nach Georgia zurück. 1813 kam es erneut zu einem Kampf zwischen den Seminolen und den amerikanischen Milizen aus Tennessee und Georgia. Während dieser Invasion wurde Cuscowilla zerstört. Der Oberste Häuptling der Seminolen verlegte daraufhin seinen Hauptsitz in ein Dorf am westlich gelegenen Suwannee-Fluss. Nach dem Creek-Krieg von 1813 bis 1814 zogen viele Angehörige der unterlegenen Lower Creek zu den Seminolen nach Florida. Die Konflikte zwischen den Indianern und den weißen Amerikanern verschärften sich in den folgenden Jahren noch weiter und mündeten in den Ersten Seminolenkrieg.

## Seminolenkriege

### Erster Seminolenkrieg (1814–1818)

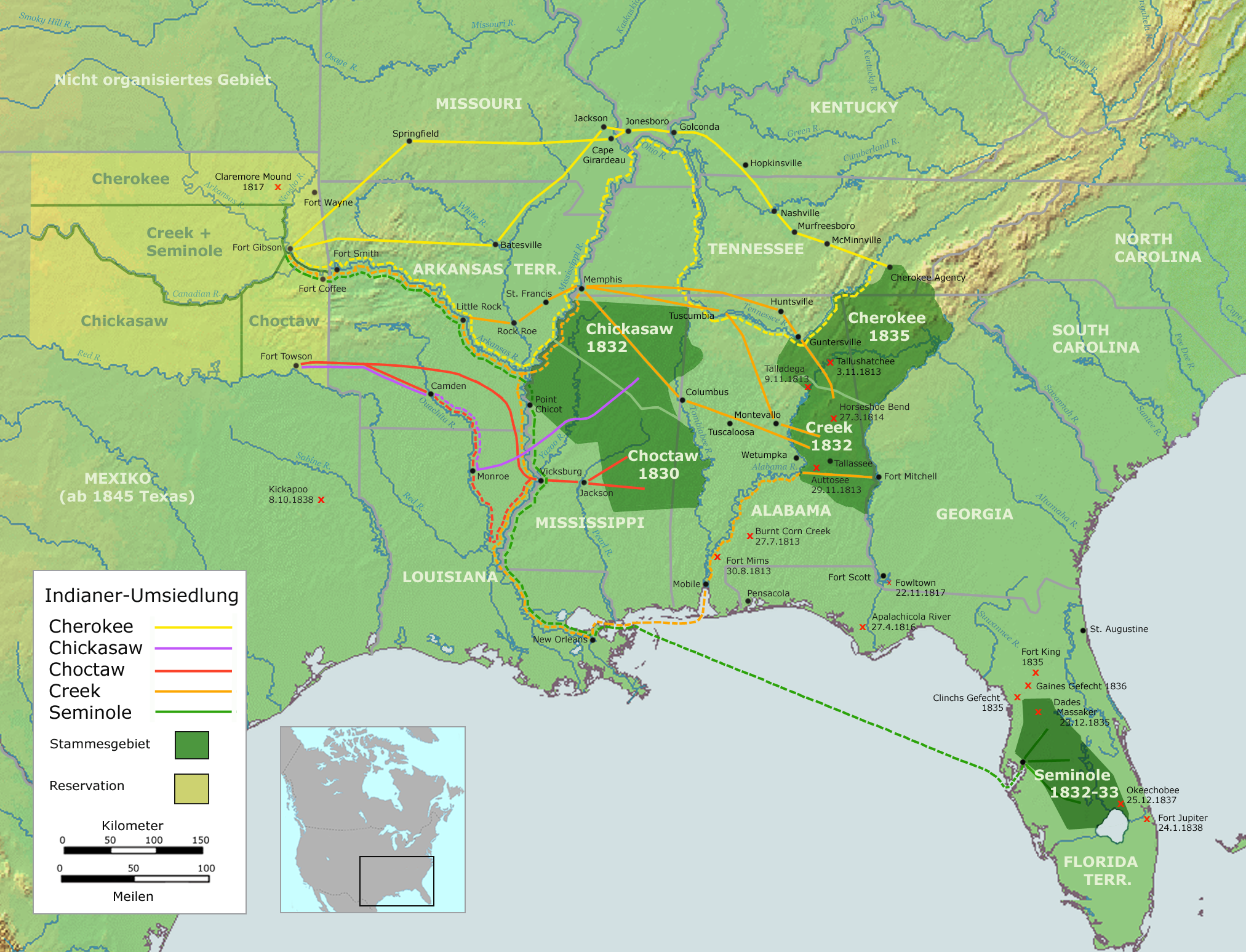
Ehemaliges Stammesgebiet der Seminolen und erstes Reservat (1838), ihre Umsiedlungsroute und Gefechte mit indianischer Beteiligung im Südosten der USA zwischen 1811 und 1847

Zum ersten Krieg kam es von 1814 bis 1818, als General Andrew Jackson von Georgia nach Florida einmarschierte, das damals unter spanischer Herrschaft stand, um entlaufene schwarze Sklaven einzufangen, die sich zu den Seminolen geflüchtet hatten. Jackson eroberte St. Marks und Pensacola in West-Florida. Die Seminolen wurden besiegt und mehrere ihrer Dörfer entlang des Suwannee-Flusses zerstört. 1821 wurde Florida von Spanien gemäß dem im Jahre 1819 unterzeichneten Adams-Onís-Vertrag an die USA übergeben. Andrew Jackson wurde Militärgouverneur von Florida bis zur Einrichtung des Florida-Territoriums im Jahre 1822.
Es kam im Norden Floridas zu einer Einwanderungswelle von weißen Amerikanern. Die Seminolen wurden 1823 unter ihrem Obersten Häuptling Micanopy (Micco-Nuppe, Michenopah, Miccanopa, Mico-an-opa; Hitchiti: „Miko“ (Häuptling) und „naba“ (über), sprich „Oberster Häuptling“, es handelt sich hierbei um den Titel für den Oberhäuptling der Seminolen), dem Nachfolger des 1821 verstorbenen Bolek (Bowlegs), gezwungen, den Vertrag von Moultrie Creek zu unterzeichnen. Der Vertrag sah unter anderem vor, dass die Seminolen in ein Reservat im mittleren und südlichen Inland der Halbinsel Florida ziehen sollten. 1827 war die Übersiedlung ins Reservat abgeschlossen. In den 1820er und 1830er Jahren kamen viele weiße Siedler nach Florida.
Die Situation der Seminolen verschlechterte sich immer mehr, sie mussten kontinuierlich Land an die weißen Siedler abtreten und sich in die Wildnis der Everglades zurückziehen. Präsident Andrew Jackson unterzeichnete 1830 den Indian Removal Act, in dem festgelegt wurde, dass alle Indianer östlich des Mississippi nach Westen umsiedeln mussten, so auch die Seminolen Floridas (siehe Indianer-Umsiedlung). 1832 wurden die Seminolen gezwungen, den Vertrag von Payne’s Landing zu unterzeichnen. Ein wesentlicher Teil des Vertrages sah vor, dass die Indianer ihre Gebiete in Florida an die Regierung der USA abtreten und in das Indianerterritorium der bereits umgesiedelten Creeks ziehen sollten, das heutige Oklahoma. Viele Angehörigen der Seminolen waren Flüchtlinge aus dem Creek-Krieg von 1813 bis 1814. Die Regierung betrachtete die Seminolen nicht als eigenständiges Volk, sondern als Teil der Creek-Nation, was die Seminolen jedoch bestritten.

### Zweiter Seminolenkrieg (1835–1842)
Da sich die Seminolen weigerten, den Vertrag von Payne’s Landing anzuerkennen und nach Westen zu ziehen, kam es unter der Führung von Micanopy und Osceola (Asi-yahola) (auch: Billy Powell) 1835 zum zweiten Mal zum Krieg mit der Armee der USA. Die Seminolen waren zunächst erfolgreich, da sie sich in einem Guerillakrieg mit Überraschungsangriffen gegen die Küstensiedlungen die Sümpfe und natürlichen Gegebenheiten zunutze machen konnten. Zudem schlossen sich erfolgreiche, aber im Creek-Krieg von 1836 geschlagene Anführer der Red Sticks-Fraktion der Creek – wie Jumper (Otee Emathla oder Ohta Emahlv) oder Opothleyahola (Opothle Yohola, Opothleyoholo, Hu-pui-hilth Yahola oder Hopoeitheyohola) – den Seminolen in ihrem Kampf mit ihrer Erfahrung und Kriegern an. Die amerikanische Armee verlor, durch Unkenntnis und Ungewohntheit der Umgebung, mehrere Kämpfe und wurde zum Teil demoralisiert, was Desertionen zur Folge hatte.
1837 wurde Osceola, als er sich der Armee näherte, um einen Waffenstillstand zu verhandeln, unter dem Kommando von Thomas Jesup gefangen genommen und nach Fort Moultrie in South Carolina gebracht, wo er an Malaria starb. Seine Stammesgenossen unter der Führung des Mikasuki-Kriegshäuptlings Wild Cat (Gato del Monte) (Coacoochee oder Cowacoochee), des Mikasuki-Schamanen und alten Kriegshäuptlings Aripeka (Ar-pi-uck-i, Arpeika, auch: Sam Jones), Thlocklo Tustenuggee (Thlocko, Thlocco, auch: Tiger Tail) und des aufstrebenden Kriegshäuptlings Alligator (Halpatter Tustenuggee) sowie die verbündeten Schwarzen Seminolen (Black Seminoles) unter dem erbitterten Kriegshäuptling Halleck Tustenuggee (Halek Tustenuggee, Hallock Tustenuggee; Tustenuggee – „Krieger oder Großer Häuptling im Krieg“, war ein üblicher Name für Kriegshäuptlinge) und von John Horse (Juan Caballo, John Cowaya, auch: Gopher John), der den Seminolen-Häuptlingen als Übersetzer und Verhandlungsführer mit der US-Armee diente, führten den Krieg unvermindert weiter. Die prominente Beteiligung der Schwarzen Seminolen in den zwei Seminolenkriegen (1817–1818 und 1835–1842) gegen die US-Armee, deren Führer auch unter den indianischen Seminolen hohes Ansehen erlangten, führte zu weiteren Fluchtversuchen von schwarzen Sklaven, von denen einige zusammen mit Schwarzen Seminolen auf die Bahamas flohen (und deren Nachkommen auf der hierzu gehörenden Andros-Inselgruppe dort heute noch leben). Zudem kam es mit Hilfe der Schwarzen Seminolen zu mehreren Aufständen der schwarzen Sklaven auf den Plantagen in Florida und der Flucht von Sklaven zu den Seminolen.
1840 änderte die amerikanische Armee ihre Taktik. Sie vermied den direkten Feindkontakt und zerstörte stattdessen die indianischen Vorräte für den Lebensunterhalt. Nach etwa sechs Monaten gaben immer mehr Seminolen auf, worauf sie in das Gebiet der Creek im neu definierten Indianerterritorium deportiert wurden. 1842 waren nur noch ein paar hundert Seminolen in den unzugänglichen Teilen der Everglades übrig.
Die amerikanische Armee hatte kein Interesse mehr, den Krieg fortzuführen, und zog sich zurück. Der Zweite Seminolenkrieg war für die USA äußerst kostspielig. Neben rund 1.500 toten Soldaten kamen Kosten von rund 20 Millionen US-Dollar dazu.

### Dritter Seminolenkrieg (1855–1858)
Auch nach dem Ende des Zweiten Seminolenkrieges 1842 gab es Versuche, die verbliebenen Indianer nach Westen umzusiedeln. Diese weigerten sich aber. Während der 1850er Jahre wurde erneut eine militärische Lösung des Problems versucht.
1855 führte die Armee erneut einen Krieg gegen die in Florida verbliebenen Seminolen unter Führung des nunmehrigen Oberhäuptlings Billy Bowlegs (Billy Bolek) (Holata Micco, Halpatter Micco, Halbutta Micco, Halpuda Mikko – „Alligator Häuptling“, auch: Chief Alligator) und des Kriegshäuptlings Aripeka, in dessen Verlauf weitere 163 Stammesangehörige, darunter auch Billy Bowlegs, nach Oklahoma deportiert wurden. Die restlichen Seminolen, darunter auch Aripeka, konnten ihre über die Everglades verstreuten, von den Weißen isolierten Siedlungen im Süden Floridas behaupten. Ihre Nachkommen betrachten sich heute als „die Unbesiegten“. Sie sind der einzige Indianerstamm Nordamerikas, der von den weißen Eroberern nicht gänzlich besiegt wurde.
Während der Seminolenkriege wurde ein Großteil der Seminolen ins Indianerterritorium zwangsumgesiedelt. Als Folge dieser Umsiedlung brach die Volksgemeinschaft auseinander, was zu einer unterschiedlichen ideologischen Entwicklung der Seminolen in Florida und Oklahoma führte. Die eigenen Traditionen, Gebräuche und Zeremonien wurden in beiden Volksgruppen beibehalten. Die Seminolen in Oklahoma waren jedoch schon früh dem Druck der weißen Amerikaner auf Sprache, Kultur, Religion und Lebensweise ausgesetzt. Als Teil der Fünf Zivilisierten Nationen versuchten sie, sich der Lebensweise der Weißen anzupassen. Die verbliebenen Seminolen in Florida konnten ihre traditionelle Lebensweise sowie Sprache und Kultur als vom weißen Amerika isoliertes Volk bis in die ersten Jahrzehnte des 20. Jahrhunderts beibehalten. Die Seminolen in Oklahoma und Florida betrachten sich heute als unabhängige Nationen, die ihre jeweils unterschiedlichen Interessen vertreten.

## Oklahoma-Seminolen

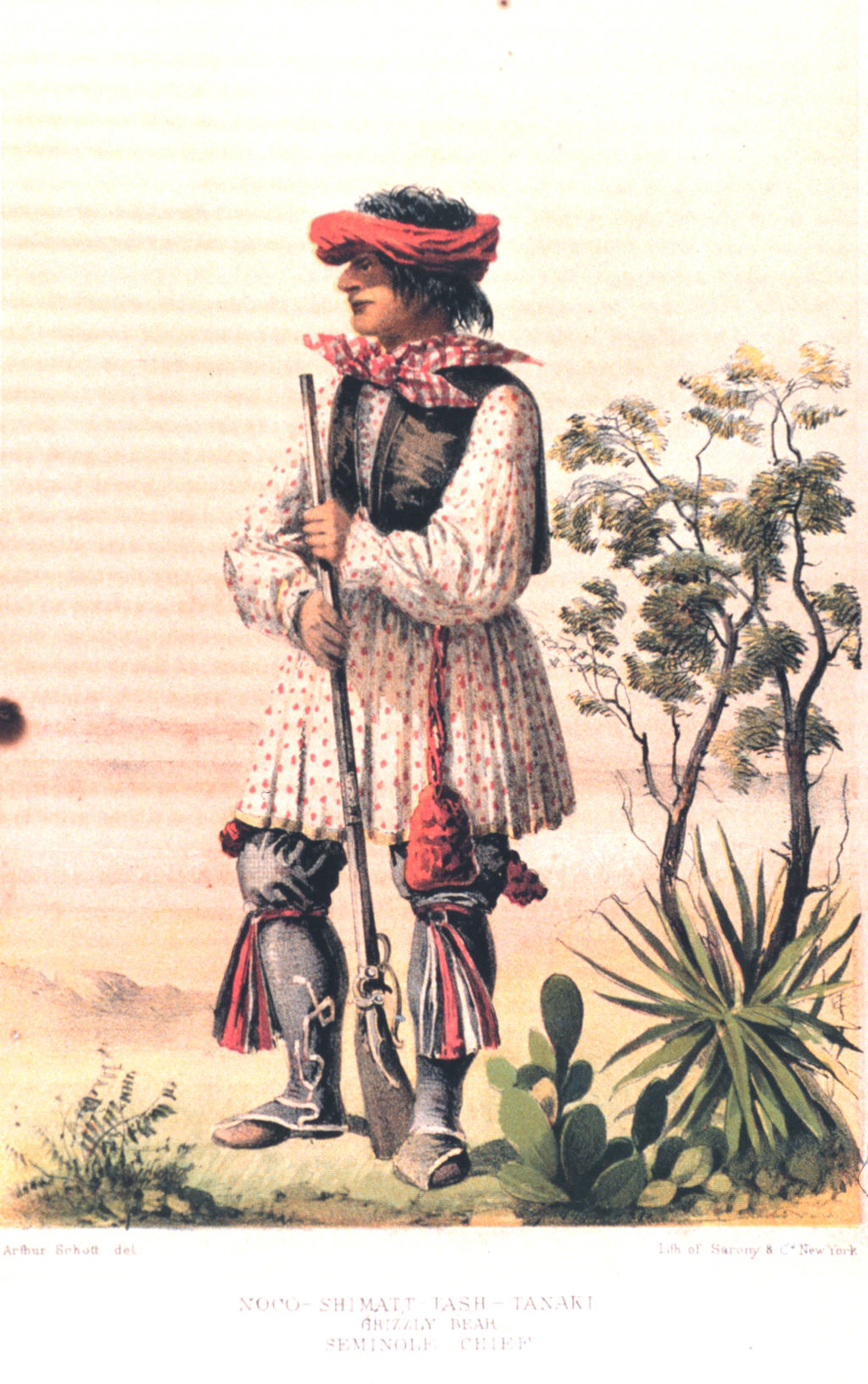
Seminolenhäuptling Grizzly Bear

Die Seminole Nation of Oklahoma hat etwa 6.000 eingeschriebene Mitglieder in 14 Stämmen. Zwei dieser Stämme werden als freedman bands von Nachfahren entlaufener schwarzafrikanischer Sklaven, den Schwarzen Seminolen, gebildet, die sich mit den Seminolen assoziiert hatten. Sie leben dort in enger Nachbarschaft zu den Creek, die die gleiche Sprache sprechen.
Während der Seminolenkriege wurden über 3800 Seminolen von Florida in das Indianerterritorium deportiert. Sie wurden im Reservat der Creek angesiedelt und unterstanden den Gesetzen der Creek. Für viele Seminolen war dies unerträglich. Zwei Gruppen wanderten unter der Führung von Wild Cat (Cocoacoochee) und John Horse 1849 nach Mexiko aus. Erst 1856 wurde ein Vertrag zwischen den Seminolen, den Creek und der Regierung der USA unterzeichnet, welcher den Seminolen ein eigenes Reservat zugestand.
Nach dem Bürgerkrieg wurde das Reservat der Oklahoma-Seminolen verkleinert. Ende des 19. Jahrhunderts wurden sie dazu gezwungen, ihr traditionelles Gebiet in einzelne Parzellen aufzuteilen und den Rest an die Vereinigten Staaten abzugeben. Dieses Land wurde 1889 zur Besiedelung durch weiße Einwanderer freigegeben. Mit der Gründung des Bundesstaates Oklahoma im Jahr 1907, wurde das Seminole County eingerichtet. Das County entspricht in seiner Fläche etwa dem ehemaligen Reservat der Seminolen in Oklahoma. Hauptort der Oklahoma-Seminolen ist der Verwaltungssitz des Seminole Countys Wewoka.
1935 wurde die Stammesregierung wiederhergestellt. 1970 erfolgte eine Anpassung der Regierung an stärkere Traditionellere Strukturen. Die Oklahoma-Seminolen sind in einer gewählten Stammesregierung organisiert. Jeweils zwei Mitglieder der einzelnen Stämme sind Mitglieder des Rates. Unter anderem betreiben die Seminolen mehrere Kasinos. Sie haben auch ein Programm zur Revitalisierung der eigenen Sprache. Viele Seminolen waren Baptisten, aber sowohl die Florida- als auch die Oklahoma-Gruppen hielten an ihren traditionellen Muskogee-Riten fest.

## Florida-Seminolen
Nach den Seminolenkriegen verblieben ein paar hundert Seminolen in Florida. Sie zogen sich in die Sümpfe der Everglades zurück. Ihre Siedlungen lagen verstreut in den Everglades. Sie lebten in ihren strohgedeckten Chickees isoliert von den weißen Amerikanern nach ihrer traditionellen Lebensweise bis Anfang des 20. Jahrhunderts.
Die verbliebenen Seminolen Floridas sind heute noch stolz darauf, dass sie nie offiziell von den Weißen besiegt wurden. Daraus leiten sie einen Teil ihrer Rechte als souveräne Nation ab. Nach dem Vordringen der Weißen und der verstärkten Besiedlung der Küstengebiete von Süd-Florida in den 1920er und 1930er Jahren wurde der kulturelle Druck auf die Seminolen zunehmend stärker. Es bildeten sich unter den Seminolen zwei Gruppen. Aus der einen Gruppe entwickelte sich der „Seminole Tribe of Florida“, aus der anderen der „Miccosukee Tribe of Florida“.
Die Polizeiaufgaben im Stammesreservat führt die Seminole Tribal Police durch. Die Tribal Police untersteht dem Office of Tribal Justice des Justizministeriums der USA.

Weiß-Schwarz-Rot-Gelb: Flagge der Seminolen und Mikasuki

Beide Stämme haben eine identische Flagge aus vier horizontalen Streifen in den Farben Weiß-Schwarz-Rot-Gelb.

### Seminole Tribe of Florida
Diese Gruppe akzeptierte die Einrichtungen von Reservaten und war bereit, sich mehr an die Lebensweise der Weißen anzupassen. 1957 erkannte die US-Regierung den Stamm an. Sein Hauptquartier ist Hollywood im Broward County, welches zur Metropolregion Miami, Florida gehört.

### Miccosukee Tribe of Florida
Die Mikasuki unter den Seminolen tendierten eher zu einer Beibehaltung der traditionellen Lebensweise. Aus ihnen entstand der „Miccosukee Tribe of Florida“. 1957 erfolgte die Anerkennung durch den Bundesstaat Florida. International wurden sie von Kuba 1959 anerkannt. 1962 wurden sie offiziell durch die US-Regierung anerkannt. Die Bewohner eines Dorfes der Bahamas-Insel Andros wurden als Teil des Stammes anerkannt.

### Wirtschaftliche Entwicklung
In Florida existieren mehrere Reservate der Seminolen. Die Florida-Seminolen leben von der Landwirtschaft, dem Fischfang, der Jagd sowie vom Tourismus. Viele wohnen noch immer in strohgedeckten, an den Seiten offenen Pfahlhäusern (Chickees) und tragen mit verschiedenen Applikationen versehene Patchworkkleidung.
Die Seminolen in Florida waren 1979 der erste Stamm, der auf dem Territorium seines Reservats das Angebot von Glücksspielen als Einnahmequelle etablierte (vgl. Indianerkasino) und eine Bingo-Halle errichtete. Diesem Beispiel folgend eröffneten auch eine Reihe weiterer Stämme Kasinos, da die Reservate nicht den Steuer- und Glücksspielgesetzen der Bundesstaaten unterliegen. Ende 2006 kauften die Florida-Seminolen für 965 Millionen US-Dollar (etwa 727 Mio. Euro) die britische Restaurantkette Hard Rock Cafe inklusive der unter diesem Markennamen betriebenen vier Hotels, zwei Kasinos und zwei Konzerthallen sowie über 70.000 Dekorationsgegenständen wie Instrumenten oder anderen Erinnerungsstücken aus der Geschichte des Rock.

## Verfilmung
1971 drehte die DEFA den Film Osceola – Die rechte Hand der Vergeltung (Originaltitel Osceola), der den Beginn des 2. Seminolenkrieges und den geschichtlichen Hintergrund darstellt. Der Versuch der Seminolen, friedlich mit den weißen Amerikanern zusammenzuleben, das Verhältnis von Indianern und Schwarzen sowie das Leben Osceolas werden auf der Basis von geschichtlichen Überlieferungen wiedergegeben.
Im Abspann wird mitgeteilt, dass „dieser Krieg die USA 20 Mio $ und das Ansehen von 7 Generälen“ kostete. Der Trailer ist auf YouTube verfügbar.

## Benennungen
Nach den Seminolen sind Seminole County in Florida, Seminole County in Georgia und Seminole County in Oklahoma benannt.
Die Florida State Seminoles sind die Sportmannschaften der Florida State University in Tallahassee, Florida. Die Verwendung des Namens Seminoles und des Maskottchens, einem Studenten verkleidet als Osceola, wurden vom Seminole Tribe of Florida genehmigt.
Das zweimotorige Schulungsflugzeug Piper PA-44 Seminole trägt ihren Namen.